# Gamasellus orientalis
Gamasellus orientalis är en spindeldjursart som beskrevs av Davydova 1982. Gamasellus orientalis ingår i släktet Gamasellus och familjen Ologamasidae. Inga underarter finns listade i Catalogue of Life.